# Sakaki, Nagano
Sakaki (japanska: 坂城町?, Sakaki-machi) är en landskommun (köping) i Nagano prefektur i Japan.  
Takeuchi, en tillverkare av anläggningsmaskiner, har sitt huvudkontor här. 